# Romanschulzia rzedowskii
Romanschulzia rzedowskii är en korsblommig växtart som beskrevs av Reed Clark Rollins. Romanschulzia rzedowskii ingår i släktet Romanschulzia och familjen korsblommiga växter. Inga underarter finns listade i Catalogue of Life.